# کارلو سیلیوتو
کارلو سیلیوتو (ایتالیایی: Carlo Siliotto؛ زادهٔ ۱۰ ژانویهٔ ۱۹۵۰) موسیقی‌دان و آهنگساز اهل ایتالیا است. وی از سال ۱۹۷۲ میلادی تاکنون مشغول فعالیت بوده‌است. او فعالیت موسیقی خود را به‌عنوان عضوی از گروه راک پراگرسیو «کانسونیره دِ لاتسیو» آغاز کرد و از سال ۱۹۷۲ تا ۱۹۷۸ در این گروه نواخت، طی این دوران پنج آلبوم ضبط کرد که از جمله آن‌ها مخلوق مرا به حال خود رها کن و صفحه‌ی ۴۵ دور «تارانتیلا دی باراکاتی/سو بالو» هستند.
از فیلم‌ها یا مجموعه‌های تلویزیونی که وی در آن‌ها نقش داشته‌است، می‌توان به مینو، دختر سروان، فلوک، گریز کودک بی‌گناه، مجازاتگر، خانه‌به‌دوش و معجزه‌هایی از بهشت اشاره نمود.